# Aladár Paasonen
Aladár Antero Zoltán Béla Gyula Árpád Paasonen, född 11 december 1898 i Budapest i dåvarande Österrike-Ungern, död 6 juli 1974 i Flourtown i  Pennsylvania i USA, var en finländsk underrättelseofficer.

## Biografi
Aladár Paasonen var son till den finländske professorn i lingvistik Heikki Paasonen och hans ungerska hustru Mariska Paskay de Palásthy. Han deltog som underlöjtnant i finska inbördeskriget på den vita sidan och befordrades 1920 till löjtnant. Åren 1921–1922 studerade han vid École supérieure de guerre, där bland hans klasskamrater fanns Charles de Gaulle.
År 1923 blev Paasonen kapten, 1926 major och 1929 överstelöjtnant. Han tjänstgjorde som finländsk militärattaché i Moskva 1931–1933 och i Berlin 1933. År 1937 befordrades han till överste och utsågs till adjutant åt president Kyösti Kallio.
Paasonen var medlem av Finlands delegation i Moskva vid förhandlingarna före det finska vinterkriget. Under vinterkriget var han stationerad i Paris, med uppdrag att upphandla vapen och utrustning till försvarsmakten. Frankrike tilldelade honom Légion d'honneur (1939), med rang "Officier".
Under fortsättningskriget ledde Paasonen ett regemente i Karelska näset och östra Karelen, tills han utsågs till chef för underrättelsetjänsten 1942. Han arbetade i det militära högkvarteret i S:t Michel som en av marskalk Gustaf Mannerheims närmaste förtrogna.
Tillsammans med Reino Hallamaa var Paasonen ansvarig för Operation Stella Polaris, då underrättelsetjänstens hemliga material flyttades till Sverige. Han rekryterades därefter av den franska underrättelsetjänsten, och senare av CIA, för att arbeta i Västeuropa under efterkrigstiden. 
Under åren 1948 till 1952 hjälpte han marskalk Mannerheim med att skriva dennes memoarer i Schweiz. Han pensionerades 1963 och bosatte sig i USA fram till sin död 1974. Han begravdes i en familjegrav i Sandudds begravningsplats i Helsingfors, Finland.